# Pietro Paolo Agabiti

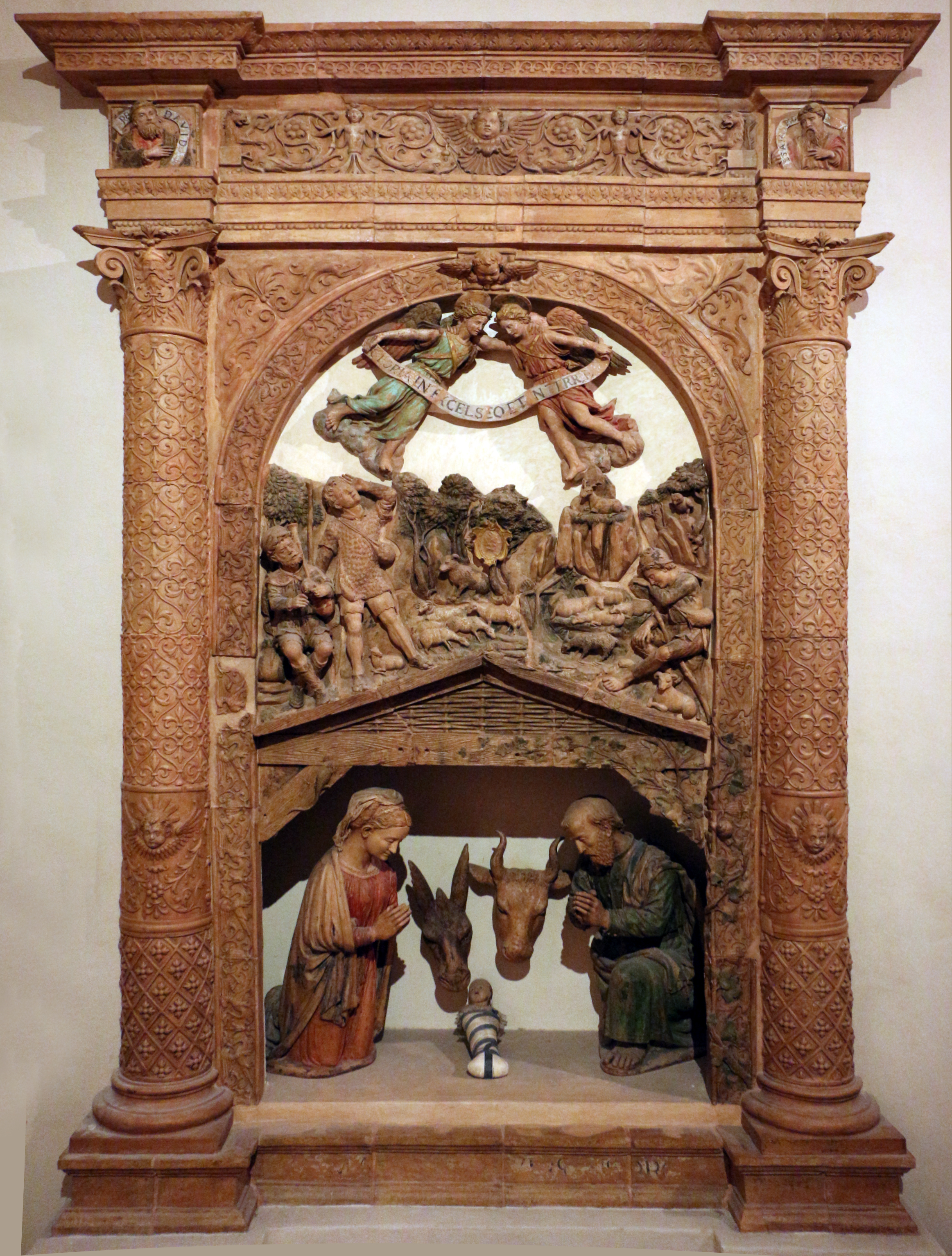
Il Presepe pala d'altare in terracotta dipinta del 1528, Pinacoteca civica di Jesi

Pietro Paolo Agabiti (Sassoferrato, 1470 circa – Cupramontana, 1540 circa) è stato un pittore e architetto italiano.

## Biografia
Pietro Paolo Agabiti nacque a Sassoferrato, in provincia di Ancona, nel 1465 o nel 1470. Seguace di Cima da Conegliano e influenzato da Alvise Vivarini, finì la sua prima opera a noi nota nel 1497, la Madonna in trono ora esposta nei musei civici di Padova. In un documento del comune di Serra de' Conti Agabiti è menzionato in un fatto violento, e forse proprio per sottrarsi alla legge Agabiti lasciò Sassoferrato scegliendo volontariamente l'esilio. Forse si spostò in Romagna e poi nel Veneto, comunque nel 1496 era a Jesi e nel 1510 di nuovo nella sua città natale, dove dipinse un anno dopo la Crocifissione e nel 1524 Il San Benedetto.
Nel 1531 si ritirò a Cupramontana in un convento francescano, dove morì nel 1540 circa.

## Formazione artistica
Per quanto riguarda la formazione artistica di Agabiti, egli si formò seguendo dapprima la pittura veneta, poi si interessò ai lavori di Lorenzo Lotto, Marco Palmezzano e altri. Un ulteriore passo importante nella sua maturazione artistica fu determinato dall'incontro, avvenuto nelle Marche, con Antonio Solario, pittore con cui lavorò a Fermo, Macerata, Osimo e in altri centri del piceno. Altre personalità che influenzarono l'Agabiti furono Carlo Crivelli e Luca Signorelli, con il quale tra l'altro lavorò a Jesi dal 1507 al 1510.

## Opere conosciute (incompleto)

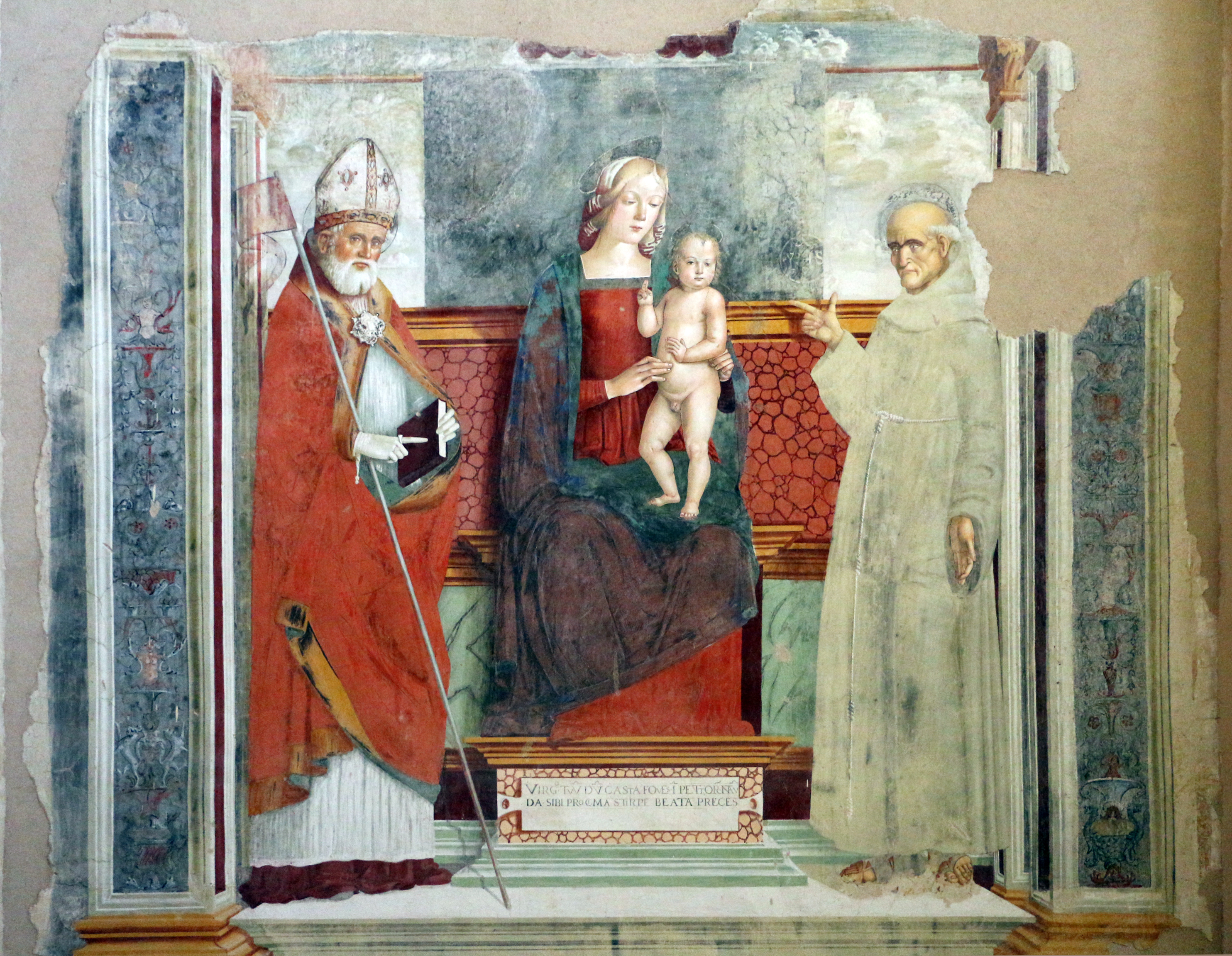
Sacra conversazione, attribuita all'Agabiti, Collegiata di Sant'Esuperanzio, Cingoli.

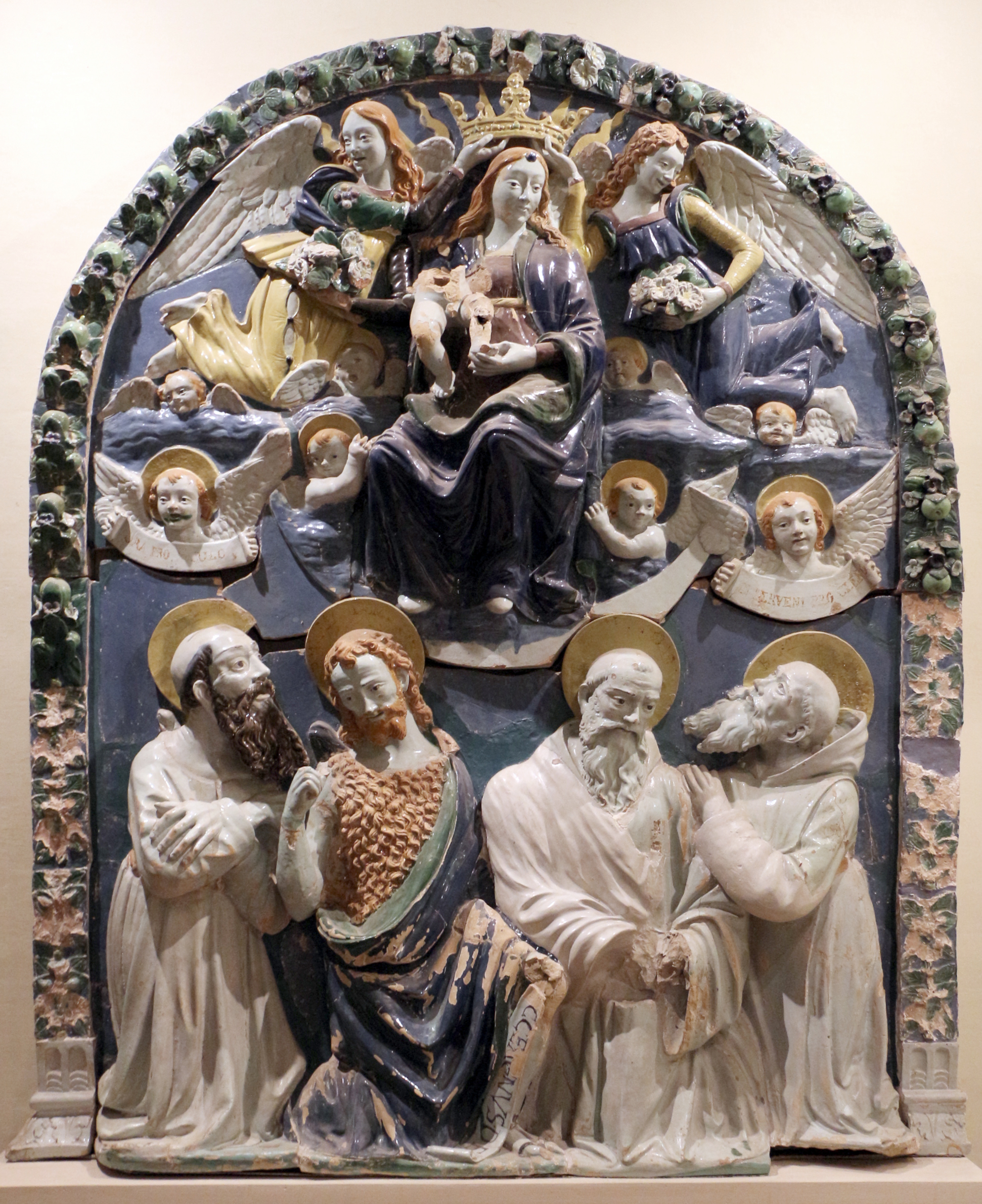
Madonna in trono con Bambino e Santi Pinacoteca di Jesi.

- Prima metà del XVI secolo - Annunciazione; dipinto, olio su tavola; proveniente dalla biblioteca civica, originariamente forse nella chiesa di Santa Margherita in Paravento di Sassoferrato, esposto ora presso il museo civico della stessa città.
- Prima metà del XVI secolo - Madonna con Gesù bambino in trono con due santi vescovi e il committente inginocchiato; dipinto, olio su tavola; proveniente dalla chiesa di San Facondino di Sassoferrato, esposto ora presso il museo civico della stessa città.
- 1497 – Madonna in trono nel musei civici di Padova.
- 1511 – Crocifissione nella Chiesa di Santa Maria in Catobagli di Sassoferrato.
- 1511 - Trittico raffigurante la Madonna con Gesù bambino in trono, San Marco Evangelista e Santa Maria Maddalena; dipinto, tempera su tavola proveniente dalla chiesa di Santa Maria di Catobagli esposto ora presso il museo civico di Sassoferrato.
- 1511 – La Natività nella Chiesa di Santa Maria del ponte del Piano di Sassoferrato.
- 1516 – Madonna in trono con Bambino e Santi, pala in terracotta invetriata[3]; pinacoteca civica e galleria di arte contemporanea di Jesi.
- 1519 - 1521 – La  Madonna in trono tra i Santi Fortunato e Giovanni Battista nella chiesa di San Fortunato presso Sassoferrato.
- Consegna delle Chiavi a San Pietro, nella Chiesa di San Pietro di Sassoferrato.
- Madonna col bambino, Santa Caterina e San Giuseppe; attribuita all'Agabiti nella Chiesa di Chiesa di San Pietro di Sassoferrato.
- Il battesimo, scultura dell'Agabiti nella Chiesa di San Pietro di Sassoferrato.
- Vergine in trono con Bambino, San Giovanni Battista e San Girolamo (collezione privata milanese).
- 1522 - Vergine in trono con Bambino, San Giovannino e Santa Caterina; collezione George Eneil di Montréal.
- 1524 - Il San Benedetto dell'abbazia di Santacroce di Sassoferrato.
- 1525 – Delle sue opere di architettura, di cui parlano alcuni studiosi, non rimangono che le piccole logge di un palazzo di Sassoferrato.
- 1528 – Presepe, pala in terracotta dipinta[3]; pinacoteca civica e galleria di arte contemporanea di Jesi.
- 1528 – predella con Natività, Adorazione dei Magi, San Girolamo, San Sebastiano e San Rocco; pinacoteca civica e galleria di arte contemporanea di Jesi.
- 1530 – Madonna con Bambino, San Lorenzo (con la graticola in mano) e San Demetrino che ricevono da Gesù bambino in braccio alla Madonna la palma del martirio. L'opera si trova nell'abbazia benedettina di San Lorenzo in Campo.
- 1534 – Natività presso il museo cristiano di Esztergom (Ungheria).
- 1538 – Rappresentazione delle Stimmate di San Francesco nella pinacoteca civica e galleria di arte contemporanea di Jesi.